# Cloître des Cordeliers de Castelnaudary
Pour les articles homonymes, voir Cloître des Cordeliers.
Le cloître des Cordeliers est un cloître situé à Castelnaudary, en France.

## Localisation
Le cloître est situé sur la commune de Castelnaudary, dans le département français de l'Aude.

## Historique
L'édifice est inscrit au titre des monuments historiques en 1929.